# Symplectoscyphus paulensis
Symplectoscyphus paulensis är en nässeldjursart som beskrevs av Eberhard Stechow 1923. Symplectoscyphus paulensis ingår i släktet Symplectoscyphus och familjen Sertulariidae. Inga underarter finns listade i Catalogue of Life.